# Acubira
Acubira ist ein osttimoresischer Ort im Suco Manapa (Verwaltungsamt Cailaco, Gemeinde Bobonaro). Er liegt im Westen der Aldeia Lugululi, auf einer Meereshöhe von 298 m. Es ist die einzige Siedlung in der Aldeia. Ihr Kern liegt an einer kleinen Straße, die nach Norden nach Roetete (Aldeia Tatelori) und nach Süden in den Suco Ritabou. Acubira hat eine medizinische Station.